# Лука Кримски
Лука Кримски или Лука Симферополски е руски хирург и архиепископ от съветската епоха, обявен за светец в лика на преподобните.

## Биография
Роден е със светското име Валентин Феликсович Войно-Ясенецки. Завършва гимназия с профил изобразително изкуство, после медицински университет през 1903 г. Защитава дисертация в медицинския университет в Ташкент, в който работи и преподава. Оглавява катедрата по оперативна хирургия и топографическа анатомия в Държавния туркестански университет.
Валентин Феликсович никога не предава вярата си и не се отрича от религията след Октомврийската революция, когато на власт в Русия идват болшевиките. През 1921 г. е ръкоположен за дякон, а само седмица по-късно и за йерей. Това обаче не го откъсва от хирургията и той продължава да практикува. След 2 години приема монашеско пострижение и името на свети Лука – апостол, евангелист, лекар и художник. Приема и архиепископски сан в едни от най-тежките за Руската православна църква времена на гонения и политически репресии. Приемането на сан в Русия през 1920-те години е равносилно на доброволно поемане към Голгота. През 1923 г. епископ Лука е арестуван по обвинение в антисъветска дейност и е заточен в Сибир, но не се отказва нито от хирургията, нито от религията.
Частици от мощите на Св. Лука Кримски пристигат в България за поклонение през август 2022 г.В митрополитския храм на Пловдивска епархия - Света Марина в Пловдив е изложена за постоянно поклонение частица от светите мощи на “Светителят хирург”.